# Герб города Украинки

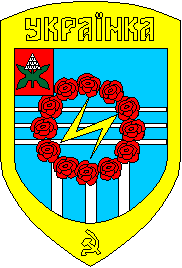
Герб советского периода

Герб города Украинка (укр. Герб міста Українка) — официальный символ города Украинка Киевской области Украины. Представляет собой испанский щит с традиционным золотым обрамлением и каменной короной на лицевой стороне, на голубом поле которой изображен двойной серебряный парус над красной молнией, а вверху стилизированный символ Трипольской культуры — золотое колесо с 12 спицами на фоне багрового солнца с двадцатью лучами. Утвержден решением XVI сессии сельского совета XXIV созыва от 12 сентября 2003 года.
За точки отсчёта в описании герба взяты внешний диаметр колеса, далее D, и длина большего катета большего треугольника, далее K, которая составляет 1/3 высоты щита.
Колесо имеет двенадцать одинаковых спиц и осевое отверстие. Ширина обода колеса составляет 0,075*D, ширина обода спицы — 0,05*D.
Диаметр осевого отверстия — 0,125*D. Цвет колеса золотой.
Колесо расположено в центре символического солнца, которое представляет собой круг диаметром 1,05*D. Вокруг этого круга находятся двадцать одинаковых треугольных лучей высотой 0,33*D. Вершины треугольников обращены наружу. Треугольники составляют с кругом одну цельную фигуру — солнце с лучами. Цвет круга и треугольных лучей — красный. Обрамление золотое толщиной 0,01*D. В центре щита расположен серебряный парус в виде двух прямоугольных треугольников, поставленных на меньшие катеты, острыми углами вверх. Отношение левого треугольника к правому — 7/10, расстояние между ними — 1/20*K, меньший острый угол треугольников равен 18 градусам. Под треугольниками на расстоянии 1/30*K горизонтально расположена красная молния, расстояние от края щита до углов — 1,5*K, угол молнии составляет 18 градусов, золотое обрамление молнии имеет толщину 1/40 K.
Основой для герба выбран испанский щит, который используется традиционно для украинских городов на протяжении 300 лет. Каменная корона является символом города, как укрепления и форпоста.
Голубой цвет щита символизирует небо и воду рек Днепра, Стугны и Козинки, на которых расположена Украинка.
Основным элементом герба является парус, который символизирует направленность общества города на развитие, стремление к лучшему будущему, движение вперёд.
Золотое колесо на багровом солнце — древний символ Трипольской культуры, к потомкам которой жители города относят себя.
Красная молния — символ энергетики, символ Трипольской ТЭС, со строительства которой началось строительство Украинки как города, и которая является основой жизнедеятельности города сегодня.